# Yuxarı Aran
Yuxarı Aran är en ort i Azerbajdzjan.   Den ligger i distriktet Bejläqan, i den centrala delen av landet, 200 km väster om huvudstaden Baku. Yuxarı Aran ligger 60 meter över havet och antalet invånare är 1 623.
Terrängen runt Yuxarı Aran är platt. Närmaste större samhälle är Beylagan, 5,6 km nordväst om Yuxarı Aran.
Trakten runt Yuxarı Aran består till största delen av jordbruksmark. Runt Yuxarı Aran är det ganska tätbefolkat, med 72 invånare per kvadratkilometer.